# 和泉式部日記
『和泉式部日記』（いずみしきぶにっき）は、和泉式部によって記された日記であり、女流日記文学の代表的作品である。「三条西家本」を底本とすることが多い。

## 概要
中古三十六歌仙の一人、小倉百人一首にもその歌が収められている、平安時代を代表する歌人である和泉式部にふさわしく、日記のなかに和歌の贈答の場面が頻出し、この作品を大きく特徴付けている。和泉式部の本人自筆の作品とされることもあるものの、かつては『和泉式部物語』とも呼ばれたこともあり、また主人公であり筆者であるはずの和泉式部本人を「女」という三人称的呼称で扱っていることから別に作者がいるのではないか、との意見もある。
一巻。敦道親王が亡くなった後の、喪に服している一年の間（寛弘5年、1008年）に書かれたといわれている。

## 内容構成等
長保5年（1003年）4月〜寛弘元年（1004年）1月までの数ヶ月間の出来事をつづる。恋人冷泉帝第三皇子弾正宮為尊親王が前年長保4年に薨じ、また為尊親王との恋のため父親にも勘当され、さらに夫橘道貞との関係も冷めたものとなって嘆きつつ追憶の日々を過ごしていた和泉式部のもとに、為尊親王の弟冷泉帝第四皇子帥宮敦道親王の消息の便りが届く。その後帥宮と和歌や手紙などを取り交わし、また数度の訪問を受けるうちにお互いを深く愛する関係となり、最終的に和泉式部は帥宮邸に迎えられる。この間の和歌の取り交わしと、この恋愛に関する和泉式部のありのままの心情描写が本作品の大きな特色である。

### 外国語訳
2023年11月、ペルー日系人協会出版基金より、Hiroko Izumi ShimonoとIvan A. Pinto Romanによる、日本の古典からスペイン語に直接翻訳されたEl diario de Izumi Shikibu（和泉式部日記。ISBN 978-612-4397-21-9）が出版された。翻訳内容は学術的にも優れ、挿絵も重文級の絵が用いられている。